# نشان برای آزادسازی فضولی
نشان برای آزادسازی فضولی (ترکی آذربایجانی: «Füzulinin azad olunmasına görə» medalı) یکی از مدالهای جمهوری آذربایجان است. این نشان پس از پیروزی جمهوری آذربایجان در جنگ دوم قره‌باغ ایجاد شد.

## تاریخچه
در ۱۱ نوامبر سال ۲۰۲۰، الهام علی‌اف، رئیس‌جمهوری آذربایجان، هنگام عیادت از نظامیان زخمی شده آذربایجانی در جریان جنگ ناگورنو قره‌باغ (۲۰۲۰) از تأسیس نشانهای جدید در این کشور خبر داده و دستورهای مربوط در راستای اعطاء نشان‌ها و جوایزی به غیرنظامیان و نظامیانی که قهرمانی‌ها و حماسه‌آفرینی‌هایی در میدان جنگ و جبهه عقب از خود نشان دادند، صادر کرد. وی همچنین در اقدامی اسامی این مدال‌ها را پیشنهاد داد. در جلسه علنی مجلس ملی این کشور به تاریخ ۲۰ نوامبر سال ۲۰۲۰، پیش نویس قانون اصلاح «قانون تأسیس نشان‌ها در جمهوری آذربایجان» اعلام وصول شد.
در حین همان جلسه، نشان برای آزادسازی فضولی به دلیل پیروزی جمهوری آذربایجان در جنگ دوم قره باغ و با اتکا به قانون یادشده، به تأسیس رسید.

## امتیاز
بر اساس مصوبه «ایجاد نشان‌های جمهوری آذربایجان»، نشان برای آزادسازی فضولی یک درجه کوچک‌تر از نشان برای آزادسازی خوجاوند و یک درجه بالاتر از نشان برای آزادسازی زنگلان می‌باشد.